# Aprilia (vino)
L'Aprilia è una DOC riservata ad alcuni vini la cui produzione è consentita nelle province di Latina e Roma.

## Storia
La presenza della viticoltura nell’area delimitata risale all’epoca preromana, ma iniziò a declinare già ai tempi di Plinio a causa dei disboscamenti selvaggi che provocarono la formazione di zone acquitrinose e paludose e l’insorgere della malaria, spostandosi progressivamente verso le zone limitrofe più interne ed esposte ad un'altitudine maggiore. 
Al Rinascimento risalgono i primi lavori di bonifica della palude pontina ad opera di papa Leone X, che furono proseguiti da papa Sisto V e da Pio VI sul finire del Settecento. Ciò permise di rendere coltivabili molti terreni contribuendo alla rinascita dell’agricoltura. 
La bonifica definitiva della risale agli anni trenta del secolo scorso e ha permesso il totale recupero dei terreni. L’Agro pontino fu diviso in unità terriere di estensione variabile a seconda della fertilità del terreno e con una media di 20 ha per ogni gruppo familiare, che ebbe in dotazione una casa colonica (il podere), munita dei servizi civili e agricoli necessari. 
Nel periodo ottobre-novembre 1932 iniziò l’immigrazione di circa 60.000 contadini veneti, friulani ed emiliani (soprattutto ferraresi) che dovevano popolare l’Agro bonificato (inclusa la città di Aprilia). Diedero origine ad una viticoltura che, da una iniziale destinazione per l’autoconsumo (con varietà tipiche delle loro terre di origine come il Sangiovese ed il Merlot) in quanto il vino era considerato un alimento corroborante per il lavoro, passò progressivamente, segnatamente negli anni settanta del secolo scorso, ad una viticoltura da reddito.
Grazie alle loro peculiarità, numerosi sono i riconoscimenti ottenuti dai vini a DOC Aprilia sia in ambito locale, nazionale che internazionale. Ben figurano inoltre sulle principali guide nazionali. Anche nei concorsi sia nazionali, sia internazionali i vini hanno ricevuto e continuano a ottenere numerosi riconoscimenti.